# I. L. Caragiale (gmina)
I. L. Caragiale – gmina w południowej Rumunii, terytorialnie i administracyjnie należąca do okręgu Dymbowica.
W skład gminy wchodzą 3 miejscowości: Ghirdoveni (siedziba gminy), I. L. Caragiale i Mija. Według stanu na rok 2011 liczyła 7697 mieszkańców, zaś w roku 2021 jej liczebność wynosiła 6920 mieszkańców.